# Carolina Valverde
Carolina Valverde – ekwadorska zapaśniczka. Srebrna medalistka igrzysk boliwaryjskich w 2009 roku.